# P16
p16, conosciuta anche come INK4a, è una proteina codificata dal gene CDKN2A, il quale codifica anche per la proteina p14 (o p14arf).

## Funzione
p16 appartiene alla famiglia delle CDKI, proteine che hanno la funzione di inibire l'azione delle chinasi dipendenti da ciclina (CDK), e quindi sono in grado di bloccare il ciclo cellulare ed impedire la mitosi. Per tali funzioni il gene per questa proteina è definito un oncosoppressore ed è infatti ritrovato mutato o down-regolato in vari fenomeni tumorali tra cui il cancro al fegato. Poiché tra i target della proteina compare CDK4, il quale è un inibitore della proteina RB, questa proteina è in grado di incrementare l'attività della proteina e fa parte della via biochimica del RB. Inibisce la progressione del ciclo cellulare bloccandolo in fase Gap 1.

## Interazioni
Sembra che il gene di p16 interagisca con SERTAD1, CCNG1, DAXX, P53, E4F1, CDK4, CDK6, Mdm2, RPL11 e PPP1R9B.